# 셰허
셰허(중국어: 谢赫, 병음: Xìe Hè 사혁, 1984년 5월 14일 산둥성 칭다오시)는 중화인민공화국의 바둑 기사이다. 1995년 프로기사가 되었고 2012년 9단에 올랐다.

## 경력
산둥성 칭다오시에서 태어났다. 6세에 바둑을 배우기 시작해, 차오다위안 九단에 문하로 입문하여, 1995년 11세의 나이로 입단하였다. 2002년 전국개인전에서 우승했으며, 같은해 패왕전 결승에서 구리를 꺾고 우승했다. 2003년 삼성화재배에서 최철한과 이창호를 꺾고 준결승에 올라 세계 무대에 이름을 알렸다. 2007년 7단으로 승단했다. 2010년 아시안게임 남자바둑단체와 혼성페어 부문 은메달을 획득했다. 2012년 농심배에서 중국의 주장으로 나와 김지석,원성진,이창호를 차례로 꺾고 중국의 두 번째 우승을 이루었으며 그 공을 인정받아 9단 승단했다.

## 국내 기전 성적
- 2002년 전국개인전 우승
- 2002년 패왕전 우승
- 2005년 리광배 우승
- 2008년 초상은행배 우승
- 2010년 란커배 우승
- 2012년 농심배 3연승(중국 우승)
- 2012년 응씨배 4강

## 국제 기전 성적
| 대회       | 2003 | 2004 | 2005 | 2006 | 2007 | 2008 | 2009 | 2010   | 2011 | 2012 | 2013 | 2014 |
| ---------- | ---- | ---- | ---- | ---- | ---- | ---- | ---- | ------ | ---- | ---- | ---- | ---- |
| 잉창치배   | -    | ×    | -    | -    | -    | 16강 | -    | -      | -    | 4강  | -    | -    |
| 후지쯔배   | ×    | ×    | ×    | ×    | ×    | ×    | 16강 | ×      | 8강  | 중지 | -    | -    |
| 삼성화재배 | 4강  | 32강 | ×    | ×    | ×    | 32강 | ×    | ×      | ×    | 32강 | ×    | ×    |
| LG배       | ×    | ×    | ×    | 8강  | 16강 | 32강 | ×    | ×      | 4강  | 32강 | ×    | 16강 |
| 춘란배     | -    | ×    | -    | 3위  | -    | 8강  | -    | 준우승 | -    | 16강 | -    | ×    |
| BC카드배   | -    | -    | -    | -    | -    | -    | 64강 | 64강   | ×    | 8강  | 중지 | -    |
| 도요타배   | -    | ×    | -    | ×    | -    | 4강  | 중지 | -      | -    | -    | -    | -    |
| 농심배     | ×    | ×    | 2:1  | ×    | ×    | ×    | 5:1  | 4:1    | 3:0  | 1:1  | ×    | ×    |